# Calophyllum membranaceum
Calophyllum membranaceum är en tvåhjärtbladig växtart som beskrevs av George Gardner och Champ.. Calophyllum membranaceum ingår i släktet Calophyllum och familjen Calophyllaceae. Inga underarter finns listade i Catalogue of Life.